# Abidoški seznam kraljev
Abidoški seznam kraljev je seznam imen 76 kraljev Starega Egipta, ki so ga odkrili na zidu Setijevega templja v Abidosu, Egipt. Napisan je v treh vrsticah s po 38 kartušami z imeni kraljev. V prvih dveh vrsticah so imena kraljev, v tretji pa ponavljata vladarsko ime in priimek (prenomen) kralja Setija I.
Seznam je pomemben zlasti zato, ker našteva kralje Starega kraljestva po njihovem zaporedju, in zato, ker je edini vir podatkov o imenih kraljev Sedme in Osme dinastije. 
Na seznamu so izpuščena imena številnih zgodnjih kraljev, katere so imeli za nezakonite. Mednje spadajo Hiksi, Hačepsut, Ehnaton, Semenkare, Tutankamon in Aj.

## Vsebina

### Prva dinastija
| Kartuše 1 do 8 | Št.                                               | Ime na seznamu               | Običajno ime |
| -------------- | ------------------------------------------------- | ---------------------------- | ------------ |
|                | 1                                                 | Meni, verjetno kralj Narmer. | Menes        |
| 2              | Teti, enako kot na Torinskem seznamu kraljev.     | Hor-Aha                      |              |
| 3              | Iti, enako kot na Torinskem seznamu kraljev.      | Djer                         |              |
| 4              | Ita, na Torinskem seznamu kraljev Itui.           | Djet                         |              |
| 5              | Septi, na Torinskem seznamu kraljev Kenti.        | Den                          |              |
| 6              | Meribiap, na Torinskem seznamu kraljev Merbiapen. | Adžib                        |              |
| 7              | Semsu, na Torinskem seznamu kraljev Semsem.       | Semerket                     |              |
| 8              | Kebeh, enako kot na Torinskem seznamu kraljev.    | Kaa                          |              |

### Druga dinastija
| Kartuše 9 do 14 | Št.                                                       | Ime na seznamu                                 | Običajno ime |
| --------------- | --------------------------------------------------------- | ---------------------------------------------- | ------------ |
|                 | 9                                                         | Bedjau, na Torinskem seznamu kraljev Baunečer. | Hotepsekemvi |
| 10              | Kakau, enako kot na Torinskem seznamu kraljev.            | Nebra                                          |              |
| 11              | Banečer, enako kot na Torinskem seznamu kraljev.          | Ninečer                                        |              |
| 12              | Wadjnas, na Torinskem seznamu kraljev je ime poškodovano. | Veneg                                          |              |
| 13              | Sendim, na Torinskem seznamu kraljev Senedž.              | Sened                                          |              |
| 14              | Džadjajm, na Torinskem seznamu kraljev Bebti.             | Kasekemvi                                      |              |

### Tretja dinastija
| Kartuše 15 do 19 | Št.                                                | Ime na seznamu                                 | Običajno ime |
| ---------------- | -------------------------------------------------- | ---------------------------------------------- | ------------ |
|                  | 15                                                 | Nebka, enako kot na Torinskem seznamu kraljev. | Sanakt       |
| 16               | Džeser-za, na Torinskem seznamu kraljev Džoser-it. | Džoser                                         |              |
| 17               | Teti, na Torinskem seznamu Džoser-ti.              | Sekemket                                       |              |
| 18               | Sedžes, na Torinskem seznamu kraljev Hudžefa.      | Kaba                                           |              |
| 19               | Neferkara, na Torinskem seznamu kraljev Huni.      | Huni                                           |              |

### Četrta dinastija
| Kartuše 20 do 25 | Št.                                                           | Ime na seznamu                                 | Običajno ime |
| ---------------- | ------------------------------------------------------------- | ---------------------------------------------- | ------------ |
|                  | 20                                                            | Sneferu, na Torinskem seznamu kraljev Senefer. | Sneferu      |
| 21               | Kufu, na Torinskem seznamu kraljev njegovo ime manjka.        | Kufu                                           |              |
| 22               | Džedefre, na Torinskem seznamu kraljev njegovo ime manjka.    | Džedefre                                       |              |
| 23               | Kafra, na Torinskem seznamu kraljev je njegovo ime nepopolno. | Kafra                                          |              |
| 24               | Menkaure, na Torinskem seznamu kraljev njegovo ime manjka.    | Menkaure                                       |              |
| 25               | Šepseskaf, na Torinskem seznamu kraljev njegovo ime manjka.   | Šepseskaf                                      |              |

### Peta dinastija
| Kartuše 26 do 33 | Št.                                                             | Ime na seznamu                                                         | Običajno ime |
| ---------------- | --------------------------------------------------------------- | ---------------------------------------------------------------------- | ------------ |
|                  | 26                                                              | Userkaf, na Torinskem seznamu kraljev je njegovo ime delno izgubljeno. | Userkaf      |
| 27               | Sahure, na Torinskem seznamu kraljev je njegovo ime izgubljeno. | Sahure                                                                 |              |
| 28               | Kakai                                                           | Neferirkare Kakai                                                      |              |
| 29               | Neferefre                                                       | Neferefre                                                              |              |
| 30               | Njusere                                                         | Njuserre                                                               |              |
| 31               | Menkauhor                                                       | Menkauhor                                                              |              |
| 32               | Džedkare, na Torinskem seznamu kraljev Džed.                    | Džedkare                                                               |              |
| 33               | Unis, enako kot na Torinskem seznamu kraljev.                   | Unas                                                                   |              |

### Šesta dinastija
| Kartuše 34 do 39 | Št.             | Ime na seznamu | Običajno ime |
| ---------------- | --------------- | -------------- | ------------ |
|                  | 34              | Teti           | Teti         |
| 35               | Userkare        | Userkare       |              |
| 36               | Merire          | Pepi I.        |              |
| 37               | Merenre         | Merenre II.    |              |
| 38               | Neferkare       | Pepi II.       |              |
| 39               | Merenre Saemsaf | Merenre II.    |              |

### Osma dinastija
| Kartuše 40 do 47 | Št.             | Ime na seznamu  | Običajno ime |
| ---------------- | --------------- | --------------- | ------------ |
|                  | 40              | Nečerikare      | Nečerkare    |
| 41               | Menkare         | Menkare         |              |
| 42               | Neferkare       | Neferkare II.   |              |
| 43               | Neferkare Nebi  | Neferkare Nebi  |              |
| 44               | Džedkare Šemaj  | Džedkare Šemai  |              |
| 45               | Neferkare Kendu | Neferkare Kendu |              |
| 46               | Merenhor        | Merenhor        |              |
| 47               | Sneferka        | Neferkamin      |              |

| Kartuše 48 do 56 | Št.                 | Ime na seznamu      | Običajno ime |
| ---------------- | ------------------- | ------------------- | ------------ |
|                  | 48                  | Nikare              | Nikare       |
| 49               | Neferkare Tereru    | Neferkare Tereru    |              |
| 50               | Neferkahor          | Neferkahor          |              |
| 51               | Neferkare Pepiseneb | Neferkare Pepiseneb |              |
| 52               | Sneferka Anu        | Neferkamin Anu      |              |
| 53               | Kaukara             | Kakare Ibi          |              |
| 54               | Neferkaure          | Neferkaure II.      |              |
| 55               | Neferkauhor         | Neferkauhor         |              |
| 56               | Neferirkare         | Neferirkare         |              |

### Enajsta/Dvanajsta dinastija
| Kartuše 57 do 61 | Št.         | Ime na seznamu  | Običajno ime   |
| ---------------- | ----------- | --------------- | -------------- |
|                  | 57          | Nebhepetre      | Mentuhotep II. |
| 58               | Sankare     | Mentuhotep III. |                |
| 59               | Sehetepibre | Amenemhet I.    |                |
| 60               | Keperkare   | Senusret I.     |                |
| 61               | Nubkaure    | Amenemhet II.   |                |

| Kartuše 62 do 65 | Št.       | Ime na seznamu | Običajno ime |
| ---------------- | --------- | -------------- | ------------ |
|                  | 62        | Kakepere       | Senusret II. |
| 63               | Kakaure   | Senusret III.  |              |
| 64               | Nimaatre  | Amenemhet III. |              |
| 65               | Maakerure | Amenemhet IV.  |              |

### Osemnajsta dinastija
| Kartuše 66 do 74 | Št.                       | Ime na seznamu | Običajno ime |
| ---------------- | ------------------------- | -------------- | ------------ |
|                  | 66                        | Nebpehtira     | Ahmoz I.     |
| 67               | Djeserkara                | Amenhotep I.   |              |
| 68               | Aakheperkara              | Tutmoz I.      |              |
| 69               | Aakheperenra              | Tutmoz II.     |              |
| 70               | Menkheperra               | Tutmoz III.    |              |
| 71               | Aakheperura               | Amenhotep II.  |              |
| 72               | Menkheperura              | Tutmoz IV.     |              |
| 73               | Nebmaatra                 | Amenhotep III. |              |
| 74               | Djeserkheperura Setepenra | Haremheb       |              |

### Devetnajsta dinastija
| Kartuši 75 in 76 | Št.       | Ime na seznamu | Običajno ime |
| ---------------- | --------- | -------------- | ------------ |
|                  | 75        | Menpehtira     | Ramzes I.    |
| 76               | Menmaatra | Seti I.        |              |